# Zniczodzielnia
Zniczodzielnia – określenie dla regałów, niekiedy przeszklonych, w których pozostawia się zużyte znicze do powtórnego wykorzystania.
Stanowiska takie pojawiły się już przy wielu cmentarzach w Polsce. Do jednych z pierwszych należy powstała w 2019 zniczodzielnia przy cmentarzu w Rudzie Śląskiej. Pierwsze zniczodzielnie w Warszawie pojawiły się przy bramach Cmentarza Północnego na warszawskich Bielanach. Projekt powstał z inicjatywy kilku radnych w ramach Budżetu Obywatelskiego.